# Cimetière militaire britannique de Londres (Longueval)
Le Cimetière militaire britannique de Londres (London Cemetery and Extension) est un cimetière militaire de la Première Guerre mondiale situé sur le territoire de la commune de Longueval, dans le département de la Somme, au nord de Péronne.

## Historique
En septembre 1916, 47 corps de soldats de la London division furent inhumés, dans un entonnoir d'obus, à l'arrière des premières lignes britanniques. Après le 11 novembre 1918, les corps provenant du champ de bataille furent inhumés dans l'extension afin préservant ainsi le cimetière originel.
En 1946, il fut décidé d'inhumer dans ce cimetière les dépouilles de 165 soldats tombés au cours de la Seconde Guerre mondiale qui se trouvaient dans les cimetières des environs : 146 soldats de l'armée britannique, dont 7 non-identifiés et 16 pilotes, dont 9 non-identifiés ainsi que 3 pilotes canadiens.

## Caractéristiques
Situé en face du bois des Fourcaux, ce cimetière, conçu par l'architecte Herbert Baker, rassemble 4 040 dépouilles de soldats de l'empire britannique dont 165 de la Seconde Guerre mondiale. 3 872 soldats morts pendant de la bataille de la Somme y reposent, dont 3 501 Britanniques, 300 Australiens, 165 Canadiens, 35 Néo-Zélandais, 33 Sud-Africains, 2 Indiens et 4 Allemands. C'est l'un des plus importants cimetières militaires britanniques du département de la Somme pour le nombre de tombes.
Les tombes des soldats de la Seconde Guerre mondiale sont disposées en arc de cercle autour de la croix du sacrifice.

### Galerie

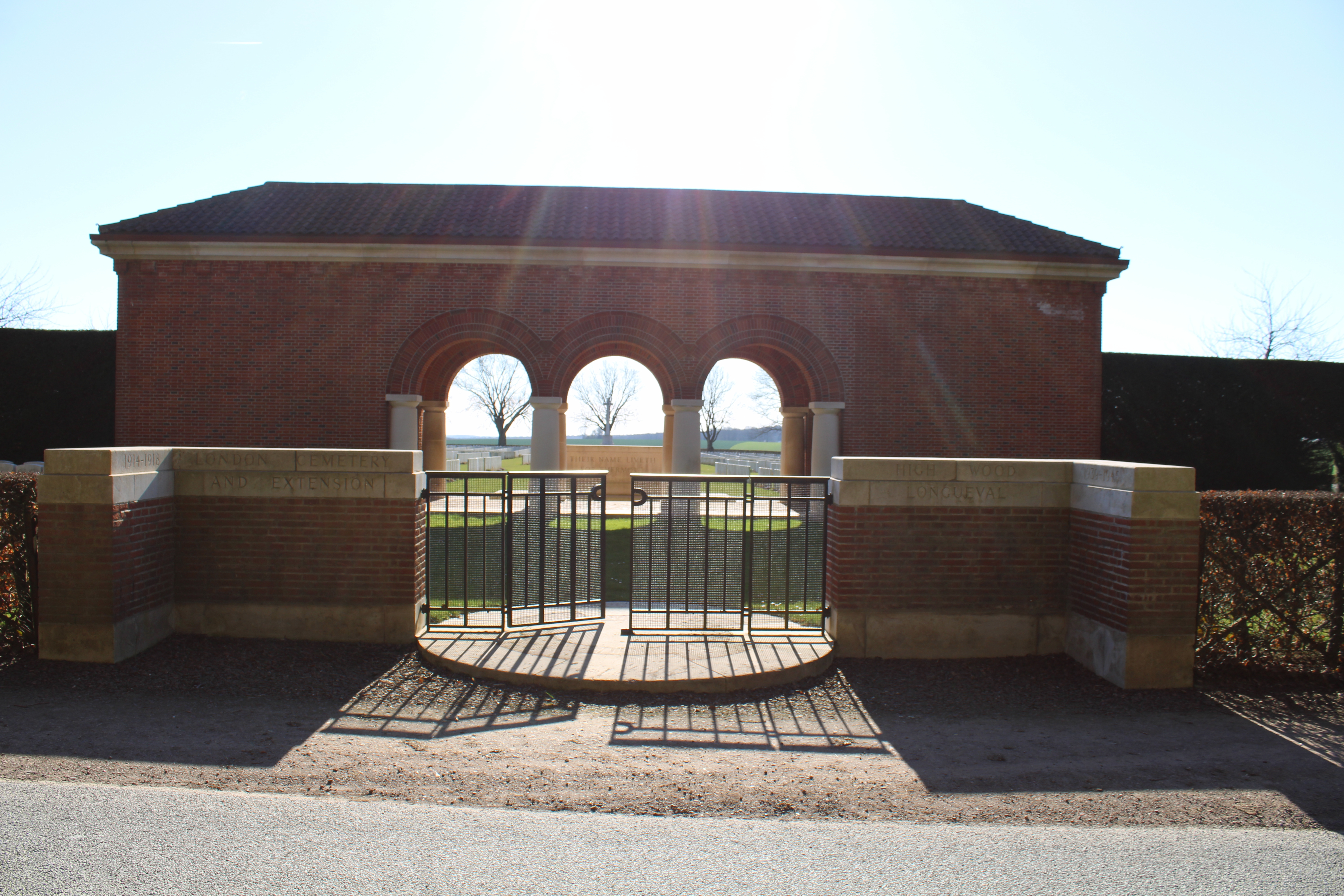
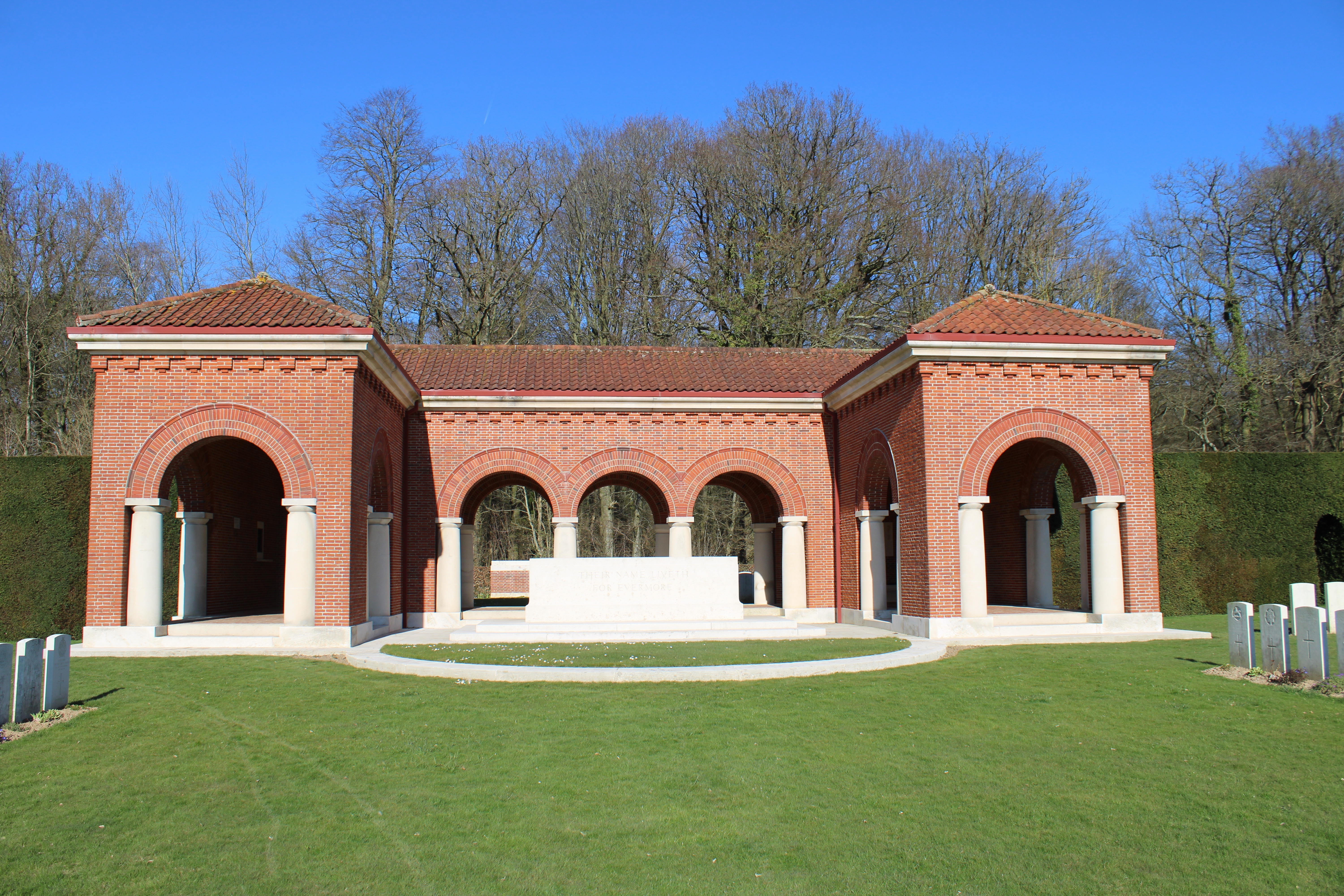
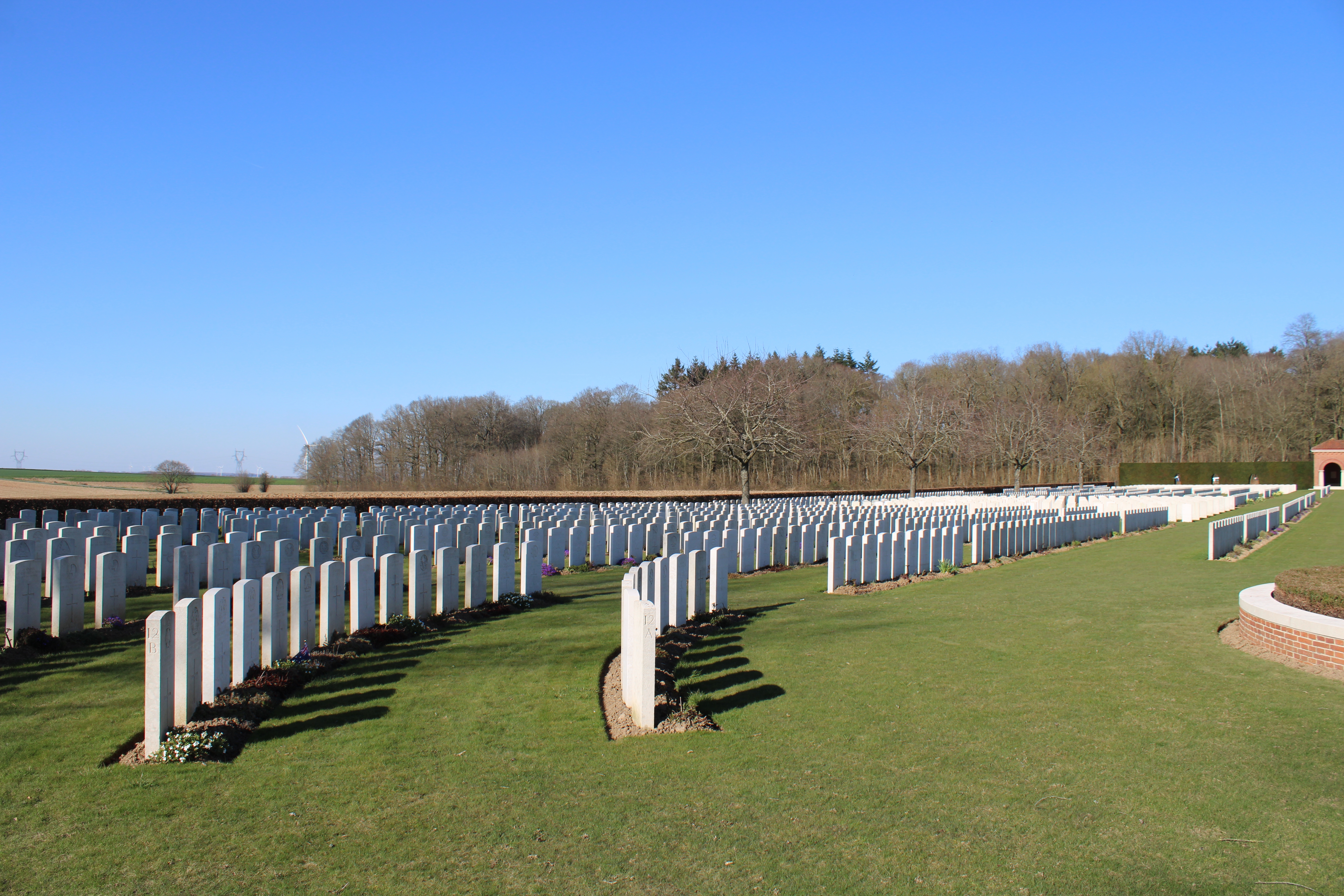
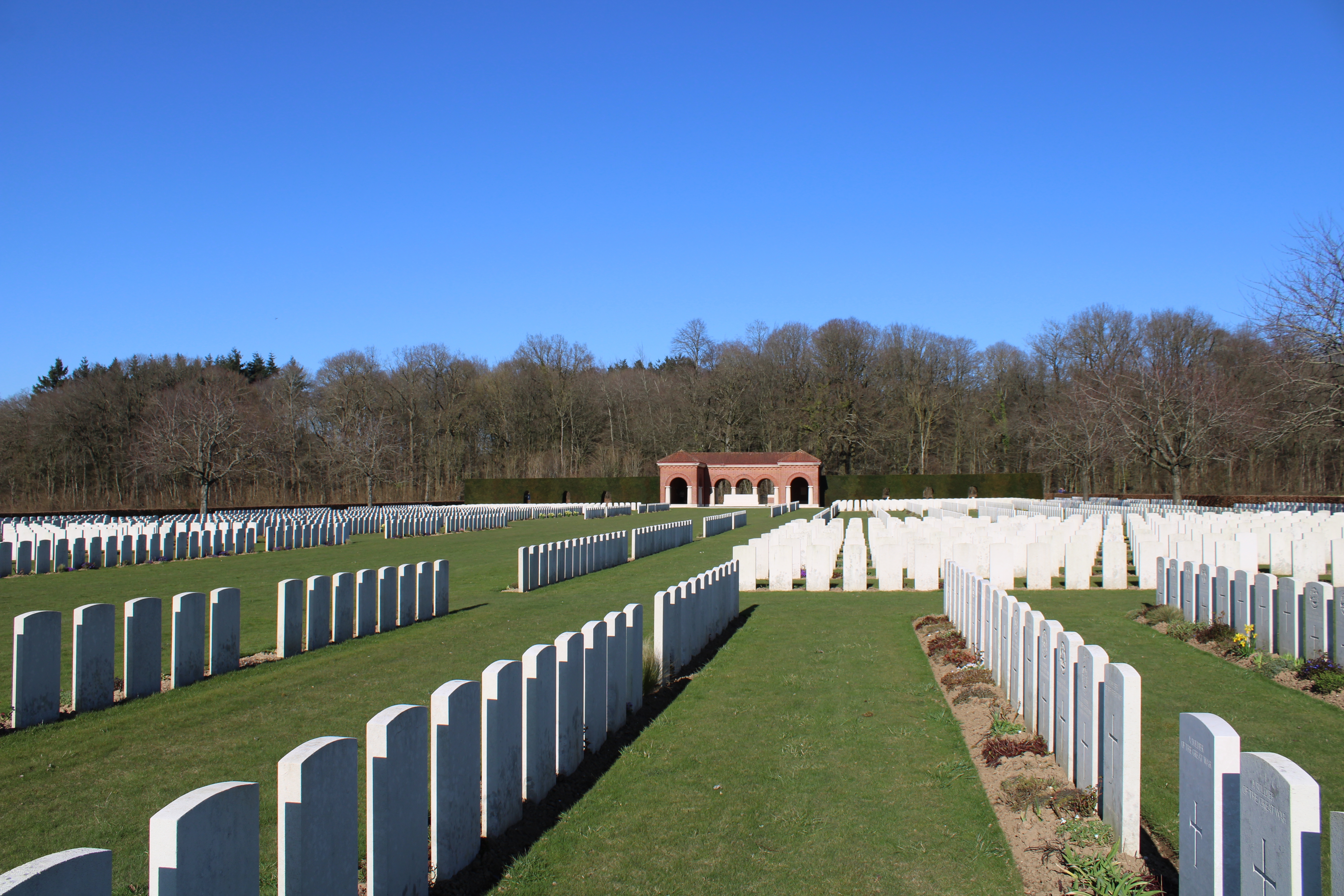
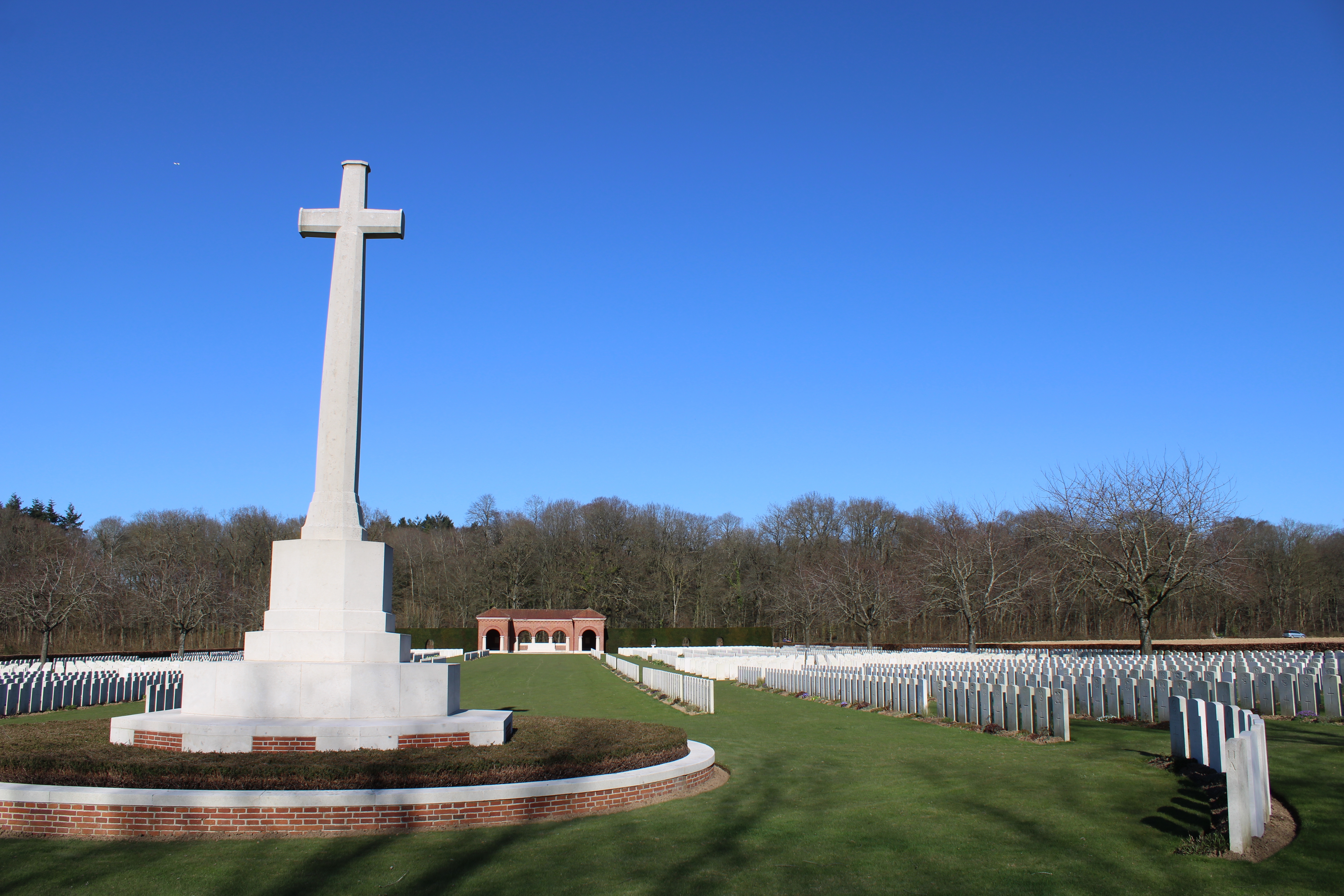
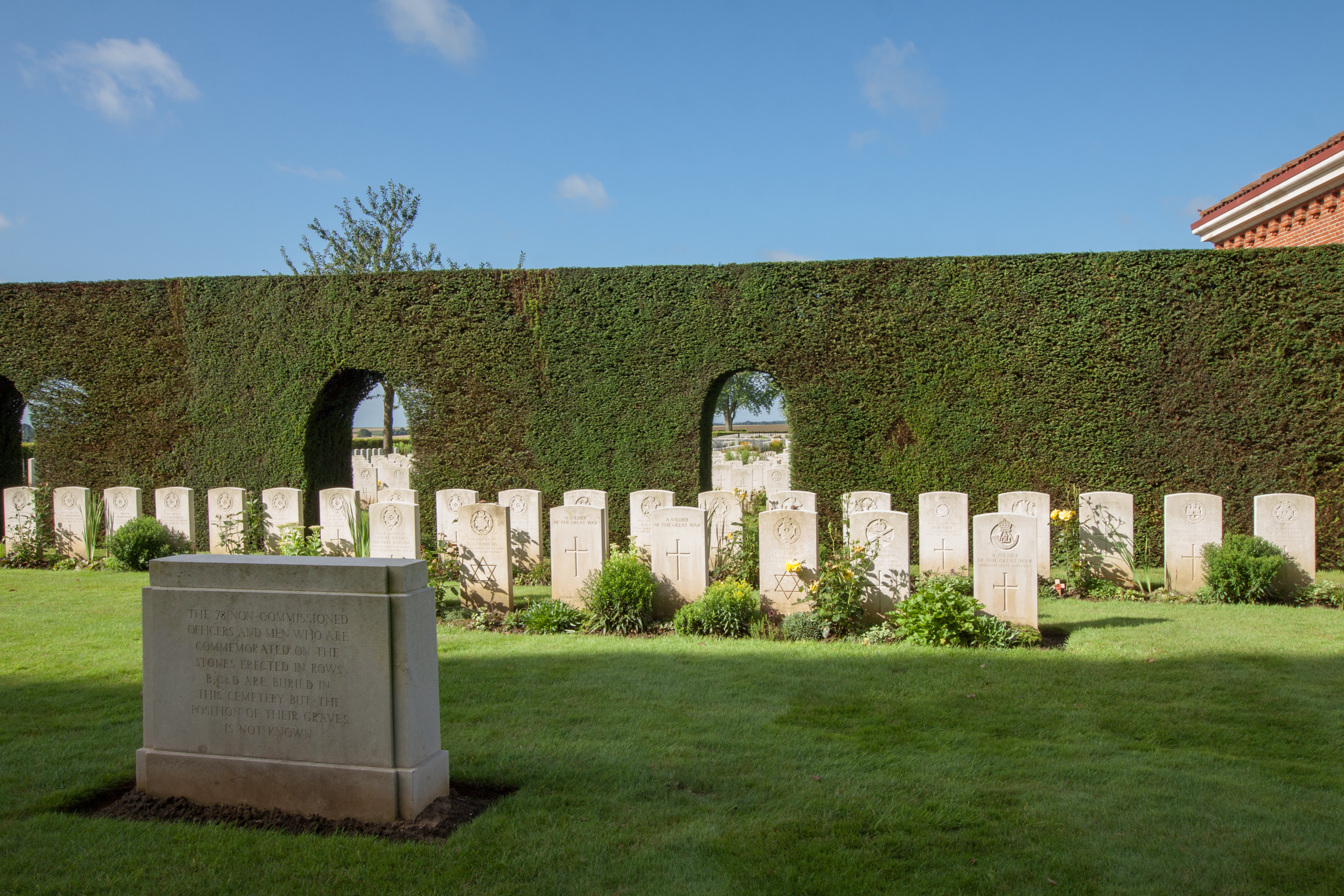

### Sépultures
| Pays               | Sépultures |
| ------------------ | ---------- |
| Royaume-Uni        | 3501       |
| Australie          | 300        |
| Canada             | 165        |
| Nouvelle-Zélande   | 35         |
| Afrique du Sud     | 33         |
| Indes britanniques | 2          |
| Allemagne          | 4          |
| Total              | 4040       |